# 小鑓隆史
小鑓 隆史（こやり たかし、1966年9月9日 - ）は、日本の政治家。自由民主党所属の参議院議員（2期）。
国土交通大臣政務官、厚生労働大臣政務官、内閣参事官を歴任。
参議院議員としては「こやり隆史」の表記で登録している。

## 略歴
1966年、滋賀県大津市仰木町生まれ。大津市立仰木小学校、大津市立堅田中学校、滋賀県立膳所高等学校、京都大学工学部卒業。京都大学大学院工学研究科物理工学専攻修士課程修了。1992年、通商産業技官に採用され、旧通商産業省入省。通産省・経産省では中小企業政策・公務員制度改革・環境政策などに携わり、2002年からイギリスへ留学し、インペリアル・カレッジ・ロンドンで修士号を取得。通商産業省製造産業局素材産業ユニット化学物質管理課化学物質安全室勤務、通商産業大臣官房政策企画委員、中小企業庁経営支援部経営支援課課長補佐、通商産業省生活産業局窯業建材住宅産業課課長補佐、経済産業省産業技術環境局環境調和産業推進室環境政策課課長補佐を経て、2009年より日本貿易振興機構ヒューストン事務所次長。内閣官房国家戦略室企画官を経て、2012年より第2次安倍内閣で日本経済再生本部の事務局として内閣官房に設けられた日本経済再生総合事務局において内閣参事官としてアベノミクスの政策立案に従事した。

2014年滋賀県知事選挙における三日月大造（青）と小鑓（緑）の得票率の差を表した地図
----
小鑓は湖西や湖東の農村地域の一部で票を伸ばしたものの、無党派層が多い湖南の都市部（草津市、湖南市、守山市、野洲市）で支持を集めた三日月に敗れた。

2014年に自民党県連から滋賀県知事選挙への立候補要請を受け、2月28日に経済産業省を退職。3月4日に無所属としての立候補を表明し、選挙プランナーの松田馨が選挙に携わった。知事選では三日月大造に敗れた。
2016年の第24回参議院議員通常選挙に滋賀県選挙区（改選数1）から自民党公認で立候補し、民進党現職の林久美子を破って初当選を果たした。2019年10月、岸田派に入会。
2022年の第26回参議院議員通常選挙で、無所属の田島一成、共産党新人ら4候補を破り再選。
2024年9月12日、自民党総裁選挙が告示され、旧岸田派からは林芳正と上川陽子の2人が立候補した。金子は林の推薦人に名を連ねた。投票日前日の9月26日22時半頃、産経新聞は、麻生太郎が1回目の投票から高市早苗を支援するよう自派閥の議員に指示を出したとスクープした。9月27日朝、岸田文雄首相は高市が決選投票に残る可能性が高いと踏み、「決選は高市氏以外。党員票が多い方に投じてほしい」と旧岸田派のメンバーに一気に指示を下ろした。高市は1回目の議員投票で、報道各社の事前調査での30～40票を大きく上回る72票を獲得した。党員数と合わせた得票数は1位だったが、決選投票で石破茂に敗れた。小鑓は1回目の投票では林に投じ、決選投票では石破に投じた。

## 人物

### 統一教会との関係
- 2018年5月20日、世界平和統一家庭連合（旧統一教会）の関連団体「世界平和連合」は、小鑓の後援組織「隆和会」を設立した[11][12]。同年6月7日、小鑓はTwitterを更新。隆和会の国政報告会が開かれたことについて触れ、「巨人の星の替え歌で激励頂き、感謝です」と綴った[13]。
- 2021年11月21日、統一教会の関連団体「世界平和女性連合」が守山市で開いたセミナーに参加した[14]。
- 2021年12月11日、統一教会の関連団体「世界平和青年学生連合滋賀連合会」が共催者として名を連ねるイベントが守山市で開催。同イベントに参加した[15]。
- 2022年6月6日、小鑓と「隆和会」は参院選に向けて守山市で国政報告会を開催した[16]。
- 参院選が実施された日の翌日、2022年7月11日以降、日本でも、統一教会と政治家との繋がりが大手メディアで取り沙汰されるようになり[17][18]、小鑓も、TBSから、統一教会の関連団体から後援を受けている経緯や関係性について取材を受けた。TBSは7月23日放送の『報道特集』で、小鑓が回答を拒否したことを明かした[11]。

### 政治資金パーティー
- 新型コロナウイルス感染症（COVID-19）が全世界で拡大し、政府が新型コロナウイルスの感染拡大防止を呼び掛けた2020年11月25日から12月16日の「勝負の3週間」にあたる期間中に、当時厚生労働大臣政務官として在任していた小鑓の資金団体が東京都内で100人規模の政治資金パーティーを開いていたことが、2020年分の政治資金収支報告書などから明らかになった。小鑓の事務所側は「感染対策は十分にしていた」と説明し、他の議員も同時期に政治資金パーティーを開いていたとして問題ないとの認識を示している[19]。

## 政策・主張

### 憲法
- 憲法改正について、2022年のNHK、毎日新聞社のアンケートで「賛成」と回答[20][21]。
- 9条改憲について、2022年の毎日新聞社のアンケートで「改正して、自衛隊の存在を明記すべきだ」と回答[21]。9条への自衛隊の明記について、2022年のNHKのアンケートで「賛成」と回答[20]。
- 憲法を改正し緊急事態条項を設けることについて、2022年のNHKのアンケートで「賛成」と回答[20]。

### 外交・安全保障
- 敵基地攻撃能力を持つことについて、2022年のNHKのアンケートで「賛成」と回答[20]。同年の毎日新聞社のアンケートで「賛成」と回答[21]。
- 普天間基地の辺野古移設について、2022年の毎日新聞社のアンケートで「賛成」と回答[21]。
- 非核三原則についてどう考えるかとの問いに対し、2022年のNHKのアンケートで「維持すべき」と回答[20]。
- ロシアは2022年2月24日、ウクライナへの全面的な軍事侵攻を開始した[22]。日本政府が行ったロシアに対する制裁措置についてどう考えるかとの問いに対し、2022年のNHKのアンケートで「適切だ」と回答[20]。同年の毎日新聞社のアンケートで「制裁をより強めるべきだ」と回答[21]。
- 2022年6月7日、政府は経済財政運営の指針「骨太方針」を閣議決定した。NATO加盟国が国防費の目標としている「GDP比2％以上」が例示され、防衛力を5年以内に抜本的に強化する方針が明記された[23]。「防衛費を今後どうしていくべきだと考えるか」との問いに対し、2022年のNHKのアンケートで「ある程度増やすべき」と回答[20]。
- 徴用工訴訟問題や慰安婦問題などをめぐり日韓の対立が続くなか、関係改善についてどう考えるかとの問いに対し、2022年の毎日新聞社のアンケートで「韓国政府がより譲歩すべきだ」と回答[21]。

### ジェンダー
- 選択的夫婦別姓制度の導入について、2022年の毎日新聞社のアンケートで「反対」と回答[21]。
- 同性婚を可能とする法改正について、2022年の毎日新聞社のアンケートで「反対」と回答[21]。
- クオータ制の導入について、2022年のNHKのアンケートで「どちらかといえば反対」と回答[20]。

### 部落問題
- 2016年12月9日、第192回国会で部落差別の解消の推進に関する法律案（衆議院提出）に賛成票を投じた[24]。

### 受動喫煙問題
- 受動喫煙防止を目的に飲食店などの建物内を原則禁煙とする健康増進法改正案に反対。
- 日本禁煙学会が2016年の参院選に先駆けて行った受動喫煙防止法についての公開アンケートにおいて、レストランやバーを含む一般市民が出入りする場所は、2020年までに「罰則なしの分煙とするべきである」と回答している[25]。
- 2017年3月2日、参院予算委員会において、「小さな焼き鳥屋さんのような店は（たばこが吸えなくなれば）廃業や厳しい状態になる」「個々の判断に任せるのが最大の分煙対策ではないか」と主張した[26]。

### その他
- アベノミクスについて、2022年の毎日新聞社のアンケートで「評価するが、修正すべきだ」と回答[21]。
- 「原子力発電への依存度を今後どうするべきか」との問題提起に対し、2022年のNHKのアンケートで「高めるべき」と回答[20]。
- 国会議員の被選挙権年齢の引き下げについて、2022年の毎日新聞社のアンケートで「反対」と回答[21]。
- 「岸田文雄首相の政権運営をどの程度評価するか」との問いに対し、2022年のNHKのアンケートで「大いに評価する」と回答[20]。
- 2016年の米国大統領選挙について「ドナルド・トランプとヒラリー・クリントンのどちらを支持するか」との問いに対し、2016年の毎日新聞社のアンケートで「どちらとも言えない」と回答[27]。
- 2016年2月8日、高市早苗総務大臣は、放送局が政治的公平性を欠く放送を繰り返した場合、放送法4条違反を理由に電波停止を命じる可能性に言及した[28][29]。安倍晋三首相は2月15日の衆議院予算委員会で野党の批判に反論し、高市の発言を擁護した[30]。政府の姿勢をどう思うかとの問いに対し、2016年の毎日新聞社のアンケートで「問題とは思わない」と回答[27]。
- 長期的には消費税率が10％よりも高くなるのはやむをえない[31]。

## 選挙歴
| 当落 | 選挙                     | 執行日         | 年齢 | 選挙区 | 政党       | 得票数     | 得票率 | 定数 | 得票順位 /候補者数 | 政党内比例順位 /政党当選者数 |
| ---- | ------------------------ | -------------- | ---- | ------ | ---------- | ---------- | ------ | ---- | ------------------ | ---------------------------- |
| 落   | 2014年滋賀県知事選挙     | 2014年7月14日  | 47   | ――     | 無所属     | 24万652票  | 43.94% | 1    | 2/3                | /                            |
| 当   | 第24回参議院議員通常選挙 | 2016年07月10日 | 49   | 滋賀県 | 自由民主党 | 33万2248票 | 52.22% | 1    | 1/3                | /                            |
| 当   | 第26回参議院議員通常選挙 | 2022年07月10日 | 55   | 滋賀県 | 自由民主党 | 31万5249票 | 51.64% | 1    | 1/5                | /                            |

## 所属団体・議員連盟
- 自民党たばこ議員連盟[32]
- 日本の尊厳と国益を護る会(幹事)[33]

## 支援団体
- 全国たばこ販売政治連盟（2022参院選組織推薦候補者）[34]